# SC Eltersdorf
El SC Eltersdorf es un equipo de fútbol de Alemania que juega en la Bayernliga, una de las ligas regionales que conforman la quinta división nacional.

## Historia
Fue fundado en el año 1926 en la ciudad de Erlangen del estado de Baviera con el nombre ATSV Eltersdorf, solo existiendo diez años luego de que los nazis lo desaparecieran por representar a la clase trabajadora.
El club fue refundado el 3 de marzo de 1946 tras finalizar la Segunda Guerra Mundial como SK Eltersdorf, y adoptaron su nombre actual en 1963 con la profesionalización del fútbol alemán. El club estuvo en las divisiones aficionadas de Baviera hasta 1999 cuando ascendió a la séptima división, liga en la que estuvo dos años hasta ser ascendido a la quinta división nacional.
En 2009 juega por primera vez en la copa del estado, y en 2011 asciende por primera vez a la Bayernliga, logrando ese año lograr el ascenso a la Regionalliga Bayern por primera vez, aunque poco tiempo después desciende.

## Palmarés
- Bayernliga Nord: 1

2021
- Bezirksliga Mittelfranken-Nord: 1

1999
- Bezirksoberliga Mittelfranken: 1

2001
- Mittelfranken Cup: 1

2009
- Landesliga Bayern-Mitte: 1

2011